# Francesco Araja
Œuvres principales
Lo matremmonejo pe’ mennetta 

La forza dell’amore e dell’odio 

Céphale et Procris

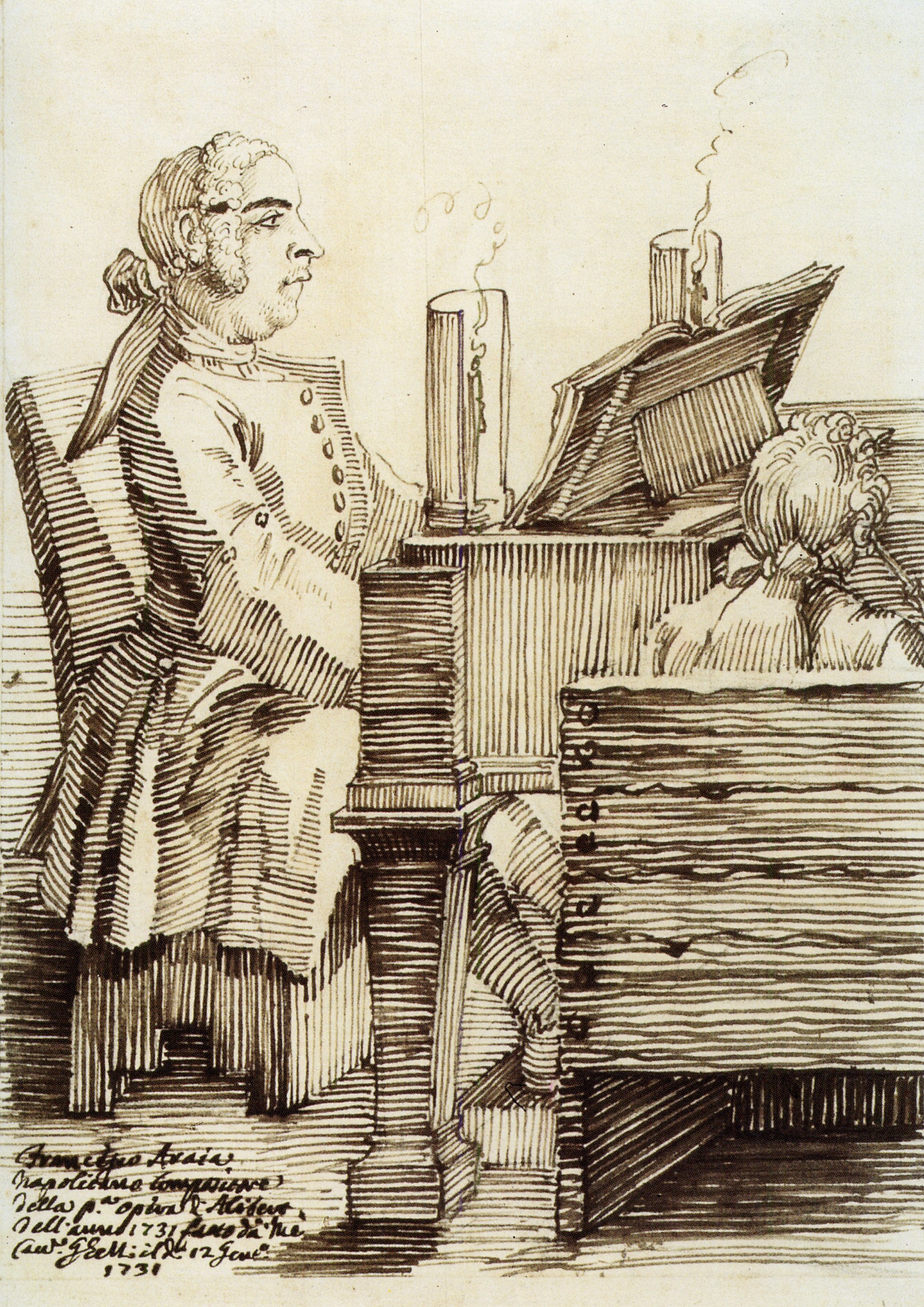
Francesco Araja, caricature de Pier Leone Ghezzi, 1731

Francesco Araja (Araia), né le 25 juin 1709 à Naples et mort entre 1762 et 1770 vraisemblablement à Bologne est un compositeur italien. Auteur prolifique d’opéra, il joue un rôle important dans l’émergence du théâtre musical en Russie.

## Biographie
Araja débute en 1729 avec la commedia per musica Lo matremmonejo pe’ mennetta crée à Naples. Par la suite ses opéras sont tous des opera seria, dont La forza dell’amore e dell’odio mis en scène en 1734 à Milan. L’année suivante ce même opéra est présenté à Saint-Pétersbourg où le compositeur est invité pour devenir maître de chapelle de la cour. Profitant de la bienveillance des impératrices Anne et Élisabeth ainsi que de l’empereur Pierre III Araja travaille en Russie jusqu’à la mort de ce dernier et retourne en Italie en 1762. Ses dernières années sont peu documentées.
Parmi les dix opéras écrits par Araja pour la scène pétersbourgeoise, on lui doit le premier sur le livret original (et non traduit) en russe, Céphale et Procris (1755) dont le texte est écrit par le célèbre poète Alexandre Soumarokov. Ce spectacle marque le début de l’opéra russe.
Francesco Araja est le premier compositeur d’une longue série d'Italiens qui ont travaillé en Russie : ses successeurs sont Baldassare Galuppi, Tommaso Traetta, Domenico Cimarosa, Giuseppe Sarti et d’autres compositeurs.
Peu connue pendant des décennies, sa musique est remise au goût du jour au début du XXIe siècle : en 2001 Céphale et Procris est mis en scène au théâtre Mariinsky et Cecilia Bartoli enregistre les airs d’Araja dans ses albums Sacrificium et St. Petersburg.